# SLC35F2
SLC35F2 (англ. Solute carrier family 35 member F2) – білок, який кодується однойменним геном, розташованим у людей на 11-й хромосомі. Довжина поліпептидного ланцюга білка становить 374 амінокислот, а молекулярна маса — 41 212.
| 10         |  | 20         |  | 30         |  | 40         |  | 50         |
| ---------- |  | ---------- |  | ---------- |  | ---------- |  | ---------- |
| MEADSPAGPG |  | APEPLAEGAA |  | AEFSSLLRRI |  | KGKLFTWNIL |  | KTIALGQMLS |
| LCICGTAITS |  | QYLAERYKVN |  | TPMLQSFINY |  | CLLFLIYTVM |  | LAFRSGSDNL |
| LVILKRKWWK |  | YILLGLADVE |  | ANYVIVRAYQ |  | YTTLTSVQLL |  | DCFGIPVLMA |
| LSWFILHARY |  | RVIHFIAVAV |  | CLLGVGTMVG |  | ADILAGREDN |  | SGSDVLIGDI |
| LVLLGASLYA |  | ISNVCEEYIV |  | KKLSRQEFLG |  | MVGLFGTIIS |  | GIQLLIVEYK |
| DIASIHWDWK |  | IALLFVAFAL |  | CMFCLYSFMP |  | LVIKVTSATS |  | VNLGILTADL |
| YSLFVGLFLF |  | GYKFSGLYIL |  | SFTVIMVGFI |  | LYCSTPTRTA |  | EPAESSVPPV |
| TSIGIDNLGL |  | KLEENLQETH |  | SAVL       |  |            |  |            |

A: Аланін

C: Цистеїн

D: Аспарагінова кислота

E: Глутамінова кислота

F: Фенілаланін

G: Гліцин

H: Гістидин

I: Ізолейцин

K: Лізин

L: Лейцин

M: Метіонін

N: Аспарагін

P: Пролін

Q: Глутамін

R: Аргінін

S: Серин

T: Треонін

V: Валін

W: Триптофан

Кодований геном білок за функцією належить до фосфопротеїнів. 
Задіяний у таких біологічних процесах, як транспорт, ацетилювання, альтернативний сплайсинг. 
Локалізований у мембрані.